# Nadine Breaty
Nadine Breaty (* 17. September 1998 in Rostock) ist eine deutsche Webvideoproduzentin, Influencerin, Autorin und Model. Sie ist eine der reichweitenstärksten deutschen Influencerinnen mit 11,4 Millionen Followern auf der Plattform TikTok, 5,87 Millionen Abonnenten auf YouTube und 1,1 Millionen Followern auf Instagram. Ihre Themen sind Selbstakzeptanz und mentale Gesundheit. Sie hat selbst eine Borderline-Persönlichkeitsstörung und Piebaldismus. Im März 2023 erschien ihr Buch Only Kind of Broken im auf Webvideoproduzenten spezialisierten Verlag Community Editions.

## Publikationen
- Nadine Breaty: Only Kind of Broken: Ein Mutmachbuch für alle Seiten in dir. Community Editions, Köln 2023, ISBN 978-3-96096-952-5.